# Yukiji
Akiko Suzuki (jap. 鈴木 晶子 Suzuki Akiko; ur. 22 lipca 1965), znana bardziej jako Yukiji (jap. ゆきじ) – japońska seiyū związana z 81 Produce. Znana głównie z roli Tomo w anime Maluda.

## Anime
- Anpanman – Crayonman
- Atashin’chi
- Baranek Shaun – Bitzer
- Beyblade – chłopak, ciotka
- Chocotto Sister – Takeshi (odc. 14, 17)
- Denji Sentai Megaranger – Komutan
- Flint the Time Detective – Genshi-kun/Flint
- Fushigiboshi no Futagohime – Buumo
- Hamtaro – wielkie przygody małych chomików – babcia z domu nad morzem
- Hanasaka Tenshi Ten-Ten-kun – Ten-Ten-kun
- Masako Kanako w:
  - Hikaru no go
  - Hikaru no go: New Year Special
- Inazuma Eleven GO Chrono Stone – Tobu
- InuYasha – kobieta
- Jyu Oh Sei – Yadou (odc. 1)
- Kawa no Hikari (special) – Suzume
- Maluda – Tomomi Takahashi, Sadao
- Mama wa Shougaku Yonensei – Nao Inokuma
- Mirmo Zibang! – Yashichi
- O-bake no... Holly – Kakaashin, Stereon
- Oniisama e – student (odc. 14)
- PaRappa the Rapper – Servant robot (odc. 7)
- Pokémon – Hiroki, Otachi, Samurai
  - Pokémon Crystal: Raikou Ikazuchi no Densetsu (special) – Raichu
  - Pikachu and Pichu (movie) – Bubii, Hanekko, Kimawari, Nazonokusa
- Rainbow Samurai – Choujirou Kondou (młody)
- Rave Master – Plue, Ruby
- Rerere no Tensai Bakabon – Hajime
- Jeff (Karasu Tengu) w:
  - ×××HOLiC – (odc. 11,16,18)
  - ×××HOLiC: Kei – (odc. 3)
  - Chirorin Mura Monogatari – Būsuke
- S-CRY-ed – Cammy (odc. 6, 25-26)
- Super Dan – Miura Tsutomu
- Wedding Peach – dziecko (odc. 27, 29)
- Yawara! A Fashionable Judo Girl – Gonzalez
- Yondemasu yo, Azazel-san – Michael (odc. 13)
- Zatch Bell – Nyarurato
- Zenmai Zamurai – Zenmai Zamurai
- Zentrix – Bomu Bomu (odc. 15)